# Гиперболоидная модель

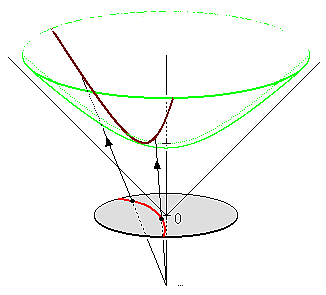
Красная дуга окружности является геодезической в дисковой модели Пуанкаре. Она проектируется на коричневую геодезическую на зелёном гиперболоиде.

Гиперболоидная модель, известная также как модель Минковского или лоренцева модель (Герман Минковский, Хендрик Лоренц), является моделью n-мерной геометрии Лобачевского, в которой каждая точка представлена точкой на верхней поверхности {\displaystyle S^{+}} двуполостного гиперболоида в (n+1)-мерном пространстве Минковского а m-плоскости представлены пересечением (m+1)-плоскостей в пространстве Минковского с S+. Функция гиперболического расстояния в этой модели удовлетворяет простому выражению. Гиперболоидная модель n-мерного гиперболического пространства тесно связана с моделью Бельтрами — Клейна и дисковой моделью Пуанкаре, так как они являются проективными моделями в смысле, что группа движений является подгруппой проективной группы.

## Квадратичная форма Минковского
Если {\displaystyle (x_{0},x_{1},\dots ,x_{n})} являются векторами в (n + 1)-мерном координатном пространстве {\displaystyle \mathbb {R} ^{n+1}}, квадратичная форма Минковского определяется как
{\displaystyle Q(x_{0},x_{1},\ldots ,x_{n})=x_{0}^{2}-x_{1}^{2}-\ldots -x_{n}^{2}.}
Вектора {\displaystyle v\in \mathbb {R} ^{n+1}}, такие, что {\displaystyle Q(v)=1}, образуют n-мерный гиперболоид S, состоящий из двух связных компонент, или листов — верхний, или будущее, лист {\displaystyle S^{+}}, где {\displaystyle x_{0}>0} и нижний, или прошлое, лист {\displaystyle S^{-}}, где {\displaystyle x_{0}<0}. Точки n-мерной гиперболоидной модели являются точками на листе будущего {\displaystyle S^{+}}.
Билинейная форма Минковского B является поляризацией квадратичной формы Минковского Q,
{\displaystyle B(\mathbf {u} ,\mathbf {v} )=(Q(\mathbf {u} +\mathbf {v} )-Q(\mathbf {u} )-Q(\mathbf {v} ))/2.}
Или в явном виде,
{\displaystyle B((x_{0},x_{1},\ldots ,x_{n}),(y_{0},y_{1},\ldots ,y_{n}))=x_{0}y_{0}-x_{1}y_{1}-\ldots -x_{n}y_{n}.}
Гиперболическое расстояние между двумя точками u и v пространства {\displaystyle S^{+}} задаётся формулой {\displaystyle d(\mathbf {u} ,\mathbf {v} )=\operatorname {\mathrm {arch} } (B(\mathbf {u} ,\mathbf {v} ))},
где arch является обратной функцией гиперболического косинуса.

## Прямые
Прямая в гиперболическом n-пространстве моделируется геодезической на гиперболоиде. Геодезическая на гиперболоиде является (непустым) пересечением с двумерным линейным подпространством (включая начало координат) n+1-мерного пространства Минковского. Если мы возьмём в качестве u и v базисные вектора линейного подпространства с
{\displaystyle B(\mathbf {u} ,\mathbf {u} )=1}
{\displaystyle B(\mathbf {v} ,\mathbf {v} )=-1}
{\displaystyle B(\mathbf {u} ,\mathbf {v} )=B(\mathbf {v} ,\mathbf {u} )=0}
и используем w как параметр для точек на геодезической, то
{\displaystyle \mathbf {u} \,\mathrm {ch} \,w+\mathbf {v} \,\mathrm {sh} \,w}
будет точкой на геодезической.
Более обще, k-мерная «плоскость» в гиперболическом n-пространстве будет моделироваться (непустым) пересечением гиперболоида с k+1-мерным линейным подпространством (включая начало координат) пространства Минковского.

## Движения
Неопределённая ортогональная группа O(1,n), называемая также (n+1)-мерной группой Лоренца, является группой Ли вещественных (n+1)×(n+1) матриц, которая сохраняет билинейную форму Минковского. Другими словами, это группа линейных движений пространства Минковского. В частности, эта группа сохраняет гиперболоид S. Напомним, что неопределённые ортогональные группы имеют четыре связные компоненты, соответствующие обращению или сохранению ориентации на каждом подпространстве (здесь — 1-мерном и n-мерном), и образуют четверную группу Клейна. Подгруппа O(1,n), которая сохраняет знак первой координаты, является ортохронной группой Лоренца, обозначаемой O+(1,n), и имеет две компоненты, соответствующие сохранению или обращению ориентации подпространства. Её подгруппа SO+(1,n), состоящая из матриц с определителем единица, является связной группой Ли размерности n(n+1)/2, которая действует на S+ линейными автоморфизмами и сохраняет гиперболическое расстояние. Это действие транзитивно и является стабилизатором вектора (1,0,…,0), состоящим из матриц вида
{\displaystyle {\begin{pmatrix}1&0&\ldots &0\\0&&&\\\vdots &&A&\\0&&&\\\end{pmatrix}}}
где {\displaystyle A} принадлежит компактной специальной ортогональной группе SO(n) (обобщающей группу вращений
SO(3) для n = 3). Отсюда следует, что n-мерное гиперболическое пространство может быть представлено как однородное пространство и риманово симметрическое пространство ранга 1,
{\displaystyle \mathbb {H} ^{n}=\mathrm {SO} ^{+}(1,n)/\mathrm {SO} (n).}
Группа SO+(1,n) является полной группой сохраняющих ориентацию движений n-мерного гиперболического пространства.

## История
- В нескольких статьях между 1878 и 1885 Вильгельм Киллинг[2][3][4] использовал представление геометрии Лобачевского, которое он приписывает Карлу Вейерштрассу. В частности, он обсуждает квадратичные формы, такие как {\displaystyle k^{2}t^{2}+u^{2}+v^{2}+w^{2}=k^{2}} или для произвольных размерностей {\displaystyle k^{2}x_{0}^{2}+x_{1}^{2}+\dots +x_{n}^{2}=k^{2}}, где {\displaystyle k} является двойственной мерой кривизны, {\displaystyle k^{2}=\infty } означает евклидову геометрию, {\displaystyle k^{2}>0} эллиптическую геометрию, а {\displaystyle k^{2}<0} означает гиперболическую геометрию. Для подробностей см. История преобразований Лоренца, раздел «Киллинг»[англ.].
- Согласно Джереми Грею (1986)[5] Пуанкаре использовал гиперболоидную модель в его персональных заметках в 1880. Пуанкаре опубликовал свои результаты в 1881, в которых он обсуждает инвариантность квадратичной формы {\displaystyle \xi ^{2}+\eta ^{2}-\zeta ^{2}=-1}[6]. Грей показывает, где гиперболоидная модель явно упоминается в более поздних работах Пуанкаре[7]. Для подробностей см. История преобразований Лоренца, раздел «Пуанкаре»[англ.].
- Также Хомершем Кокс в 1882[8][9] использовал координаты Вейерштрасса (без использования этого имени), удовлетворяющие соотношению {\displaystyle z^{2}-x^{2}-y^{2}=1}, а также соотношению {\displaystyle w^{2}-x^{2}-y^{2}-z^{2}=1}. Для подробностей см. История преобразований Лоренца, раздел «Кокс»[англ.].
- Далее модель использовали Альфред Клебш и Фердинанд фон Линдеман в 1891 при обсуждении соотношений {\displaystyle x_{1}^{2}+x_{2}^{2}-4k^{2}x_{3}^{2}=-4k^{2}} и {\displaystyle x_{1}^{2}+x_{2}^{2}+x_{3}^{2}-4k^{2}x_{4}^{2}=-4k^{2}}[10]. Для подробностей см. История преобразований Лоренца, раздел «Линдерман»[англ.].
- Координаты Вейерштрасса использовали также Герард (1892), Хаусдорф (1899), Вудс (1903) и Либман (1905)[англ.].

Позднее (1885) Киллинг утверждал, что фраза координаты Вейерштрасса соотносится с элементами гиперболоидной модели следующим образом: если задано скалярное произведение {\displaystyle \langle \cdot ,\cdot \rangle } на {\displaystyle \mathbb {R} ^{n}}, координаты Вейерштрасса точки {\displaystyle x\in \mathbb {R} ^{n}} равны
{\displaystyle (x,{\sqrt {1+\langle x,x\rangle }})\in \mathbb {R} ^{n+1},}
что можно сравнить с выражением
{\displaystyle (x,{\sqrt {1-\langle x,x\rangle }})\in \mathbb {R} ^{n+1}}
для модели полусферы.
Как метрическое пространство гиперболоид рассматривал Александр Макфарлейн в книге Papers in Space Analysis (1894). Он заметил, что точки на гиперболоиде можно записать как
{\displaystyle \mathrm {sh} \,A+\alpha \,\mathrm {sh} \,A,}
где α является базисным вектором, ортогональным оси гиперболоида. Например, он получил гиперболический закон косинусов путём использования алгебры физики.
Х. Дженсен сфокусирвался на гиперболоидной модели в статье 1909 года «Представление гиперболической геометрии на двухполостном гиперболоиде».
В 1993 У. Ф. Рейнольдс изложил раннюю историю модели в статье, напечатанной в журнале American Mathematical Monthly.
Будучи общепризнанной моделью в двадцатом веке, её отождествил с Geschwindigkeitsvectoren (нем., векторами скорости) Герман Минковский в пространстве Минковского. Скотт Вальтер в статье 1999 «Неевклидов стиль специальной теории относительности» упоминает осведомлённость Минковского, но ведёт происхождение модели к Гельмгольцу, а не к Вейерштрассу или Киллингу.
В ранние годы релятивистскую гиперболоидную модель использовал Владимир Варичак для объяснения физики скорости. В его докладе в Немецком Математическом обществе в 1912 он ссылался на координаты Вейерштрасса.